# Grzbiet Łomonosowa

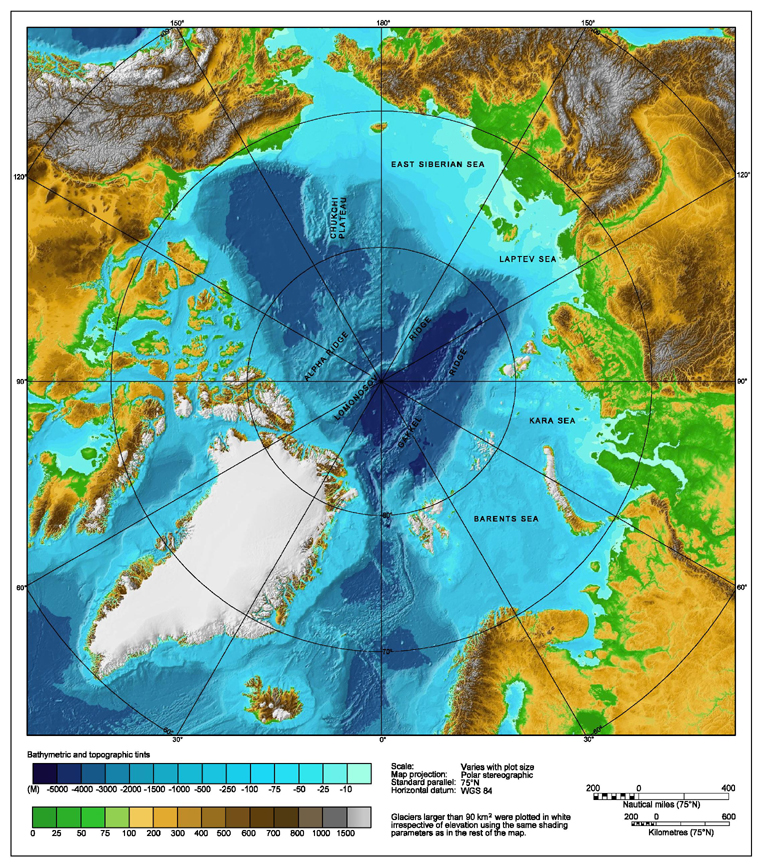
Mapa batymetryczna Oceanu Arktycznego z grzbietem Łomonosowa w centrum

Grzbiet Łomonosowa (ang. Lomonosov Ridge, fr. Dorsale de Lomonossov, ros. Хребет Ломоносова) – grzbiet podmorski na dnie Oceanu Arktycznego. 

## Odkrycie
Grzbiet został odkryty przez ekspedycję radziecką w 1948 roku. Jego nazwę zaakceptowano w kwietniu 1987 roku na posiedzeniu IHO.

## Charakterystyka
Grzbiet Łomonosowa ciągnie się od Wyspy Ellesmere’a pod biegunem północnym do Wysp Nowosyberyjskich. Rozdziela dwa głębokie baseny oceanu, Basen Eurazjatycki i Basen Kanadyjski. Jego długość wynosi 1800 km, szerokość waha się od 60 do 200 km, wysokość od 3000 do 3700 m ponad dnem oceanu. Minimalna głębokość, to 975 m p.p.m. Stoki grzbietu są stosunkowo strome, pokryte warstwami mułu i poprzecinane przez głębokie doliny i kaniony.
Zbudowany jest ze skał skorupy kontynentalnej, nie jest grzbietem śródoceanicznym związanym ze strefą spreadingu – rozrostu dna oceanicznego, jakim jest Grzbiet Gakkela, w przybliżeniu równoległy do Grzbietu Łomonosowa. Takie położenie wskazuje, że powstanie ryftu odłączyło ten grzbiet od szelfu Eurazji około 57 milionów lat temu (paleocen).

## Kwestie polityczne
Ze względu na przebieg przez biegun północny Ziemi i centralną część oceanu, grzbiet jest obiektem zainteresowania politycznego krajów posiadających terytoria w Arktyce. Uznanie tego podmorskiego grzbietu za „naturalne przedłużenie” któregokolwiek szelfu miałoby duże konsekwencje prawne i ekonomiczne: naukowcy sądzą, że w tym obszarze znajdują się duże złoża ropy i gazu. Pretensje co do własności tego grzbietu zgłaszają Dania (do której należy Grenlandia), Rosja i Kanada; wszystkie te kraje twierdzą, że opierają się na danych naukowych.